# Lyra McKeeová
Lyra McKeeová, nepřechýleně McKee, (31. března 1990 – 18. dubna 2019 Londonderry) byla severoirská investigativní novinářka, roku 2006 oceněná cenou pro mladé novináře, časopisem Forbes v roce 2016 zařazená mezi 30 talentů mladších 30 let. Byla zastřelena při nepokojích v Londonderry v dubnu 2019.